# Penionomus
Genre
Penionomus est un genre d'araignées aranéomorphes de la famille des Salticidae.

## Distribution
Les espèces de ce genre se rencontrent en Nouvelle-Calédonie et au Pakistan.

## Liste des espèces
Selon World Spider Catalog (version 18.0, 02/05/2017) :
- Penionomus dispar (Simon, 1889)
- Penionomus dyali Roewer, 1951
- Penionomus longipalpis (Simon, 1889)

## Publication originale
- Simon, 1903 : Histoire naturelle des araignées. Paris, vol. 2, p. 669-1080 (texte intégral).